# Бьорн Дели
Бьорн Ерленд Дели (на норвежки: Bjørn Erlend Dæhlie) е норвежки бизнесмен и бивш ски-бегач. 
С дванадесетте си олимпийски медала той е вторият най-успешен спортист на зимни олимпийски игри след Оле Ейнар Бьорндален. Освен това, с деветте си златни медала от световни първенства по ски бягане Дели е най-успешният ски-бегач (заедно с Петер Нортхуг). В периода между 1992 г. и 1999 г. печели световната купа по ски-бягане 6 пъти и завършва втори през 1994 г. и 1998 г. В кариерата си печели общо 29 медала от олимпиади и световни първенства, което го прави най-успешния ски-бегач в историята.
Освен уважавана спортна фигура, Дели е и културна икона в Норвегия. След като прекратява спортната си кариера той става успешен бизнесмен в сферата на търговията с недвижими имоти и модата. Инвестициите му в недвижими имоти му натрупват състояние, надвишаващо четвърт милиард крони. Дели взема участие в много рекламни кампании, създава своя марка ски и води телевизионно шоу.

## Ранен живот и начало на кариерата
Роден е на 19 юни 1967 г. в Елверум, Норвегия, Дели се мести в Нанещад, където се устройва. Отдава голяма част на успехите си в спорта на детството си, по време на което практикува лов, риболов, катерене на планини, каяк, футбол и, разбира се, каране на ски. През повечето време като дете иска да стане футболист, но решава да се пробва в ски-бягането, след като талантът му бива забелязан. Не постига успехи като юноша, но постоянството му в крайна сметка го класира за състезанията, валидни за световната купа.

## Кариера
Борн Дели за пръв път е повикан в отбора на Норвегия за олимпийските игри в Калгари, Канада през 1988 г. Не взема участие в нито едно състезание, но получава ценни уроци от опитните скиори. След време заявява, че именно това са олимпийските игри, които бележат началото на норвежката доминация в ски-бягането. Дебютира в състезания през януари 1989 г., като завършва 11-и в дисциплината 15 км свободен стил в Кавголово. През декември същата година постига и първата си победа в първото състезание за сезон 1989 – 1990 г., в същата дисциплина.
На световното първенство по ски-бягане във Вал ди Фиеме през 1991 г. Дели печели първия си златен медал от световно първенство, като побеждава легендата Гунде Сван в дисциплината 15 км свободен стил. Това е първи златен медал от световно първенство за Норвегия в индивидуална дисциплина след победата на Одвар Бра в същата дисциплина в Осло през 1982 г. На дебютното си световно първенство Дели пробягва и най-бързия пост за Норвегия при победата в щафетата 4х10 км.
През 1992 г. започва периодът на доминация на Бьорн Дели в ски-бягането. Печели първата си световна купа, постижение, което ще повтори 5 пъти в следващите 7 години, а в Албервил печели и първите си олимпийски медали: злато в 10/15 км преследване свободен стил, злато в 50 км свободен стил, злато в щафетата 4х10 км и сребро в 30 км класическо бягане. Завършва също и на четвърто място в дисциплината 10 км свободен стил, където златото печели съотборникът му Вегард Улванг. На финала на щафетното бягане Дели пресича финалната линия с гръб, след като печели с разлика от повече от минута и половина. Заедно с Улванг, двамата са звездите на олимпиадата, като всеки от тях печели по 3 златни и 1 сребърен медал. За представянето си Дели получава наградата на Фиърнли, която се дава на най-успешно представилият се норвежец на Олимпийски игри.
През 1994 г., на олимпиадата в Лилехамер, Норвегия, Дели печели златни медали в дисциплините 10 км класическо бягане и 15 км свободен стил преследване. Печели сребро на 30 км свободен стил, където е победен от Томас Алсгаард. В щафетата 4х10 км, в едно доста оспорвано състезание, Италия побеждава Норвегия, след като на последния пост Силвио Фаунер побеждава Дели във финален спринт. Впоследствие Алсгаард, като по-добър спринтьор, измества Дели от четвъртия пост на щафетните бягания в отбора на Норвегия.
Световното първенство по ски-бягане през 1997 г. е най-успешното в кариерата на Бьорн Дели. Пред домашна публика в Трьондхайм той печели медал от всяко едно състезание: златни медали в дисциплините 10 км класическо бягане, комбинирано преследване на 10+15 км, щафета 4х10 км; сребърен медал на 30 км свободен стил; бронзов медал на 50 км класическо бягане. Дели казва за първенството: „Беше като повторение на Лилехамер“ и „За мен е много специално да се състезавам в Норвегия“.
Дели печели три златни и един сребърен медал на олимпиадата в Нагано. Побеждава в дисциплините 10 км класическо бягане, 50 км свободен стил и щафета 4х10 км и остава втори в преследването на 15 км свободен стил, победен от Томас Алсгаард. На 50 км успява да изпревари Никлас Йонсон с едва осем секунди, като и двамата ски-бегачи колабират след финала, дали всичко в преследването на победата. Дели описва това състезание като най-трудното в цялата му кариера. По време на състезанието на 10 км норвежецът изчаква 20 минути финала на кенийския ски-бегач Филип Бойд, с когото впоследствие формират близко приятелство. По негови думи африканецът заслужавал подкрепа.
Дели планира участие на олимпиадата в Солт Лейк Сити през 2002 г., но тежък инцидент с летни ски през август 1999 г. и последвалата контузия на гърба слагат край на кариерата му. Въпреки серия от операции и интензивна рехабилитация той решава да се раздели със ски-бягането през март 2001 г. Решението му шокира Норвегия, където той е идол на много хора.
Осемте златни и четирите сребърни олимпийски медала, спечелени на игрите в Албервил, Лилехамер и Нагано, са рекорден брой за зимни олимпийски игри. Към тях Дели добавя 17 медала от световни първенства, 9 от които златни, и въпреки непланирания ранен край на кариерата му, той е считан от много хора за най-великия спортист на зимни олимпийски игри. По време на своята знаменита кариера Дели не успява да постигне победа на ски фестивала в Холменколен, но въпреки това през 1997 г. е награден с „медал Холменколен“.
Бьорн Дели подкрепя организации с нестопанска цел, които работят за каузи като борба с множествена склероза. През 2009 г., за споменатата кауза, той се състезава благотворително с американеца Биркебайнер. Състезава се също на 50 км класическо бягане, където завършва втори след фотофиниш.
През 2011 г. Дели печели спускане с шейни на световното първенство в Хурдал. По-късно същата година обявява намерението си да се завърне към ски-бягането, като вземе участие в състезание на дълги дистанции като Марчиалонга и Васалопет.